# Metyldopa

Strukturformel

Metyldopa eller alfametyldopa (handelsnamn: Aldomet, Apo-Methyldopa, Dopamet, Novomedopa), är ett blodtryckssänkande läkemedel. Metyldopa är den optiskt aktiva, vänstervridna formen av alfametyldopa. Effekten anses bero på att den metaboliserar till alfametylnoradrenalin i hjärnan som stimulerar adrenerga alfareceptorer. Detta reducerar i sin tur impulserna från det sympatiska nervsystemet vilket minskar sammandragningen av blodkärlen.